# Good Thing (Fine-Young-Cannibals-Lied)
Good Thing ist ein Lied von den Fine Young Cannibals aus dem Jahr 1989, das von Roland Gift und David Steele geschrieben wurde. Es erschien auf dem Album The Raw & the Cooked und gehört zum Soundtrack des Filmes Tin Men.

## Geschichte
Zwei Jahre vor der Veröffentlichung als Single sangen die Fine Young Cannibals im Jahr 1987 den Song als Band in einem Nachtclub in dem Film Tin Men, der im Jahre 1963 spielt. Alle Bandmitglieder sowie der Regisseur Barry Levinson hielten den Song für passend. Neben Good Thing wurden auch drei weitere Lieder und die B-Seite der Single Social Security im Film gespielt.
Die Veröffentlichung war am 14. April 1989, in den Vereinigten Staaten und Kanada wurde der Pop-Rock-Song ein Nummer-eins-Hit.
Jools Holland, der im Song das Klavier spielte, stellte fest, dass „es eines der meistverkauften Lieder ist, an denen ich mitgewirkt hatte“.
In den Filmen Sein Name ist Mad Dog, Doomsday – Tag der Rache und Wenn Liebe so einfach wäre konnte man den Song hören. Ebenso wurde der Song in Großbritannien in einer Werbung für den Chevrolet Captiva verwendet.

## Musikvideo
Das Musikvideo wurde in Schwarzweiß gedreht. Im Video fahren die Bandmitglieder mit Motorrollern durch eine Stadt und posieren in Zwischenszenen auch mit den Kleinkrafträdern, dabei trägt die Band auch den Song vor.

## Kommerzieller Erfolg

### Chartplatzierungen
| ChartsChartplatzierungen       | Höchstplatzierung | Wochen |
| ------------------------------ | ----------------- | ------ |
| Deutschland (GfK)              | 8 (18 Wo.)        | 18     |
| Österreich (Ö3)                | 12 (10 Wo.)       | 10     |
| Schweiz (IFPI)                 | 12 (8 Wo.)        | 8      |
| Vereinigte Staaten (Billboard) | 1 (17 Wo.)        | 17     |
| Vereinigtes Königreich (OCC)   | 7 (9 Wo.)         | 9      |

| ChartsJahrescharts (1989)      | Platzierung |
| ------------------------------ | ----------- |
| Deutschland (GfK)              | 55          |
| Vereinigte Staaten (Billboard) | 40          |

### Auszeichnungen für Musikverkäufe
| Land/Region                  | Auszeichnungen für Musikverkäufe (Land/Region, Auszeichnung, Verkäufe) | Verkäufe |
| ---------------------------- | ---------------------------------------------------------------------- | -------- |
| Vereinigtes Königreich (BPI) | Silber                                                                 | 200.000  |
| Insgesamt                    | 1× Silber ·                                                            | 200.000  |

## Coverversionen
- 1999: The Bangles